# Dorymyrmex minutus
Dorymyrmex minutus é uma espécie de formiga do gênero Dorymyrmex.